# Dokter Wagemaker (schip, 2005)
De Dokter Wagemaker is het reserveschip van de Koninklijke N.V. Texels Eigen Stoomboot Onderneming (TESO).
De Dokter Wagemaker is genoemd naar de oprichter van TESO, de huisarts Adriaan Wagemaker (1863-1933). De Dokter Wagemaker is niet het eerste schip dat naar de huisarts is genoemd: in 1934, een jaar nadat Wagemaker was overleden, werd de nieuwe boot, de Dokter Wagemaker, ook zo genoemd. Dit schip heeft tot 1963 voor TESO gevaren.
Het schip is gebouwd door Damen Shipyards Group. De romp is gebouwd op de Damen-vestiging in Roemenië, de afbouw vond plaats bij Damen Schelde Naval Shipbuilding in Vlissingen. Opmerkelijk is de wijze van afmeren in de fuik. Daar zijn zuignapconstructies aangebracht, waarmee het tijdrovend aanleggen en ontmeren met trossen wordt vermeden.
Het schip kan maximaal 300 personenauto's en 1750 passagiers vervoeren. Bij dit schip is de oude huisstijl (geel) achterwege gelaten, het ziet er dan ook totaal anders uit dan Molengat en Schulpengat. Ook is het nieuwe schip een stuk langer en breder dan de oude schepen. Verder is dit het eerste schip van TESO dat ook een atrium en liften bevat.
Op 14 en 15 augustus 2007 werd de Dokter Wagemaker door TESO gebruikt om een cruise te maken met alle aandeelhouders van de veerdienst, ter gelegenheid van het 100-jarig bestaan van het bedrijf. Het schip maakte tijdens deze cruise onder andere een rondje voor de voormalige veerhaven in Oudeschild. Aan boord waren allerlei activiteiten. Tijdens deze dagen, alsmede de dag ervoor en erna, zette TESO de Schulpengat in voor het onderhouden van de reguliere veerdienst.
In de zomer van 2016 verving de Dokter Wagemaker de Schulpengat als reserveveerboot omdat toen de nieuwe Texelstroom in de vaart genomen werd. Deze kan meer voertuigen vervoeren. Na indienstneming en proefvaarten van de nieuwe Texelstroom werd de Schulpengat uit de vaart genomen.

## Fotogalerij

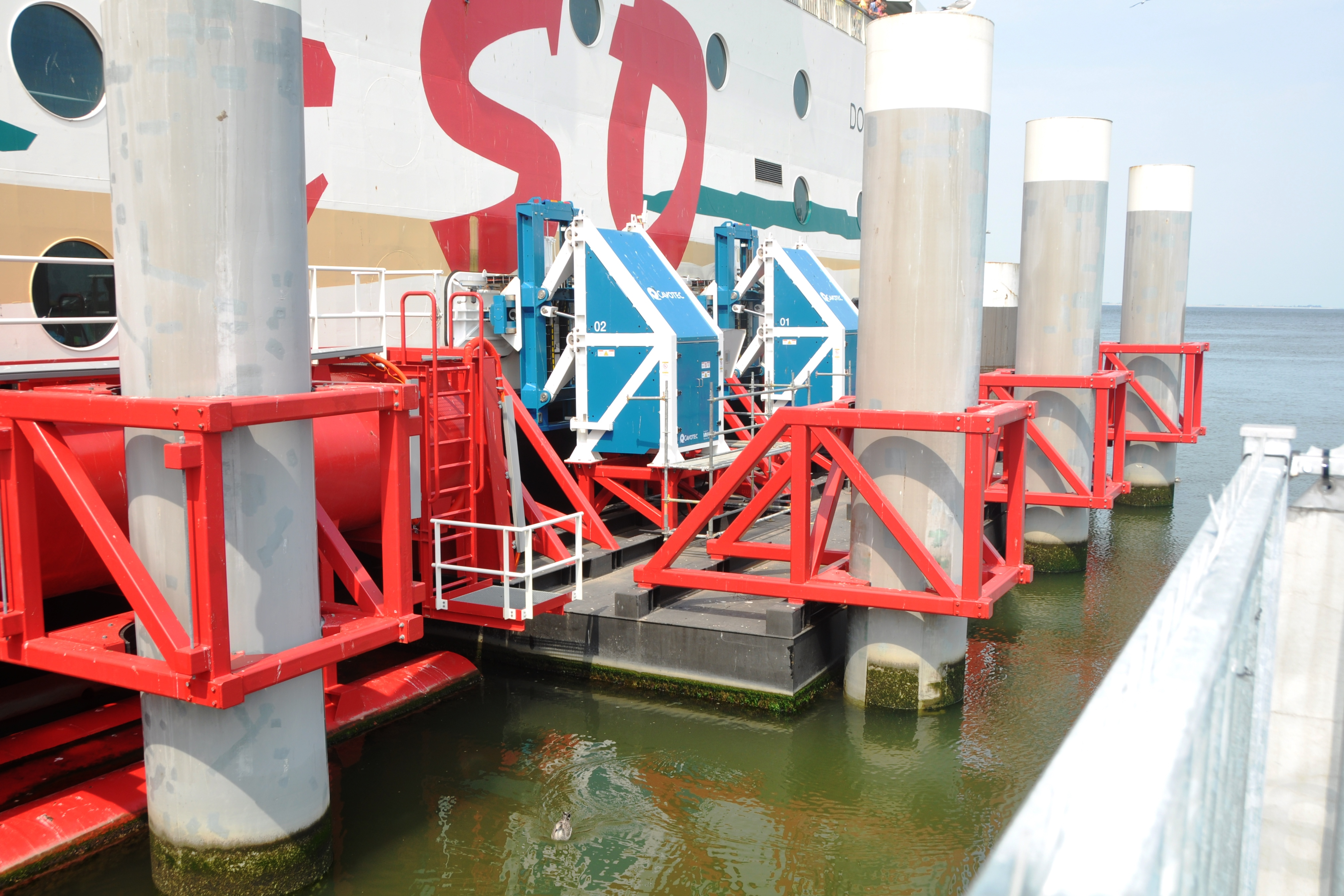
De zuignapconstructie waarmee het schip meert in de fuik.
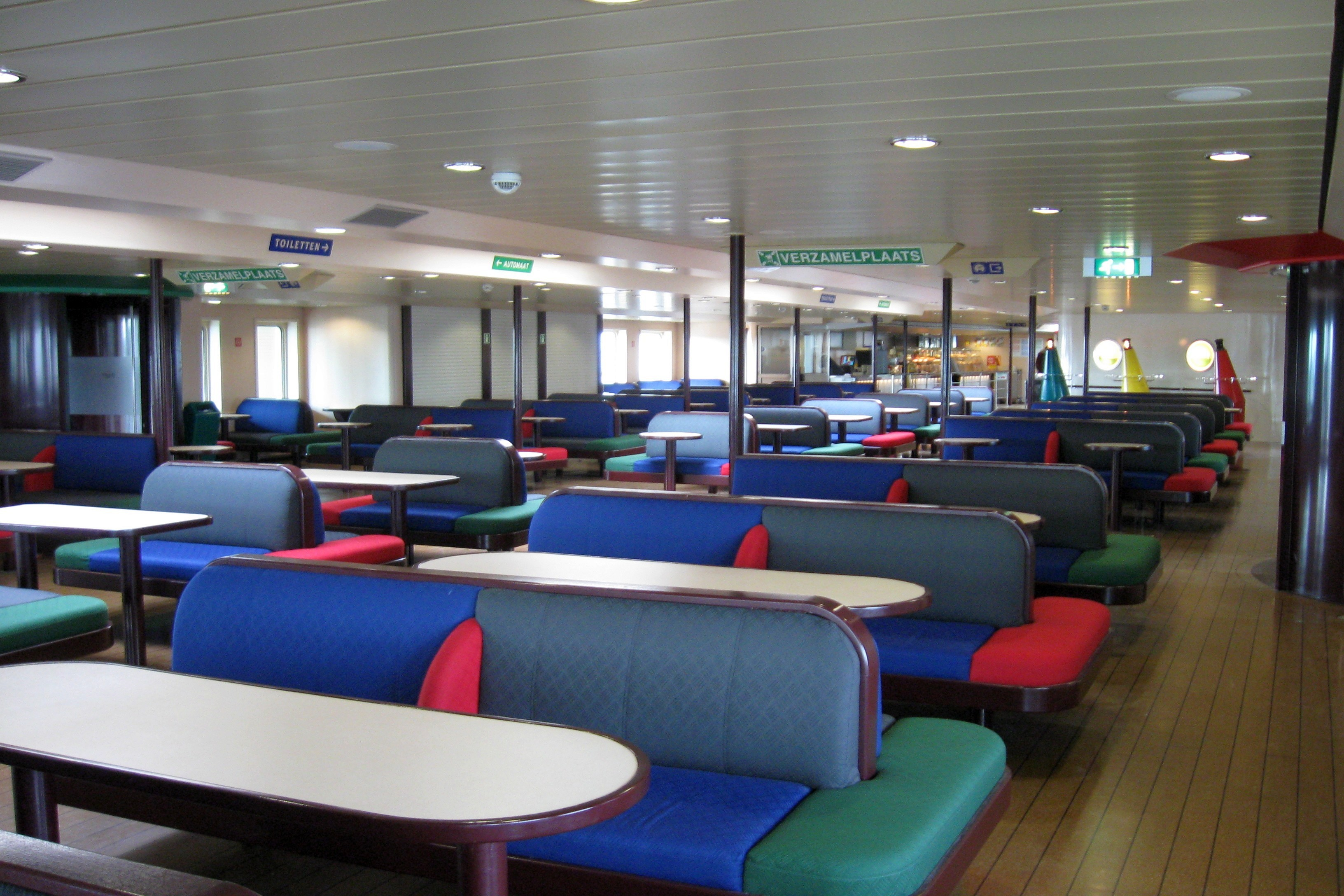
Interieur van de Dokter Wagemaker.
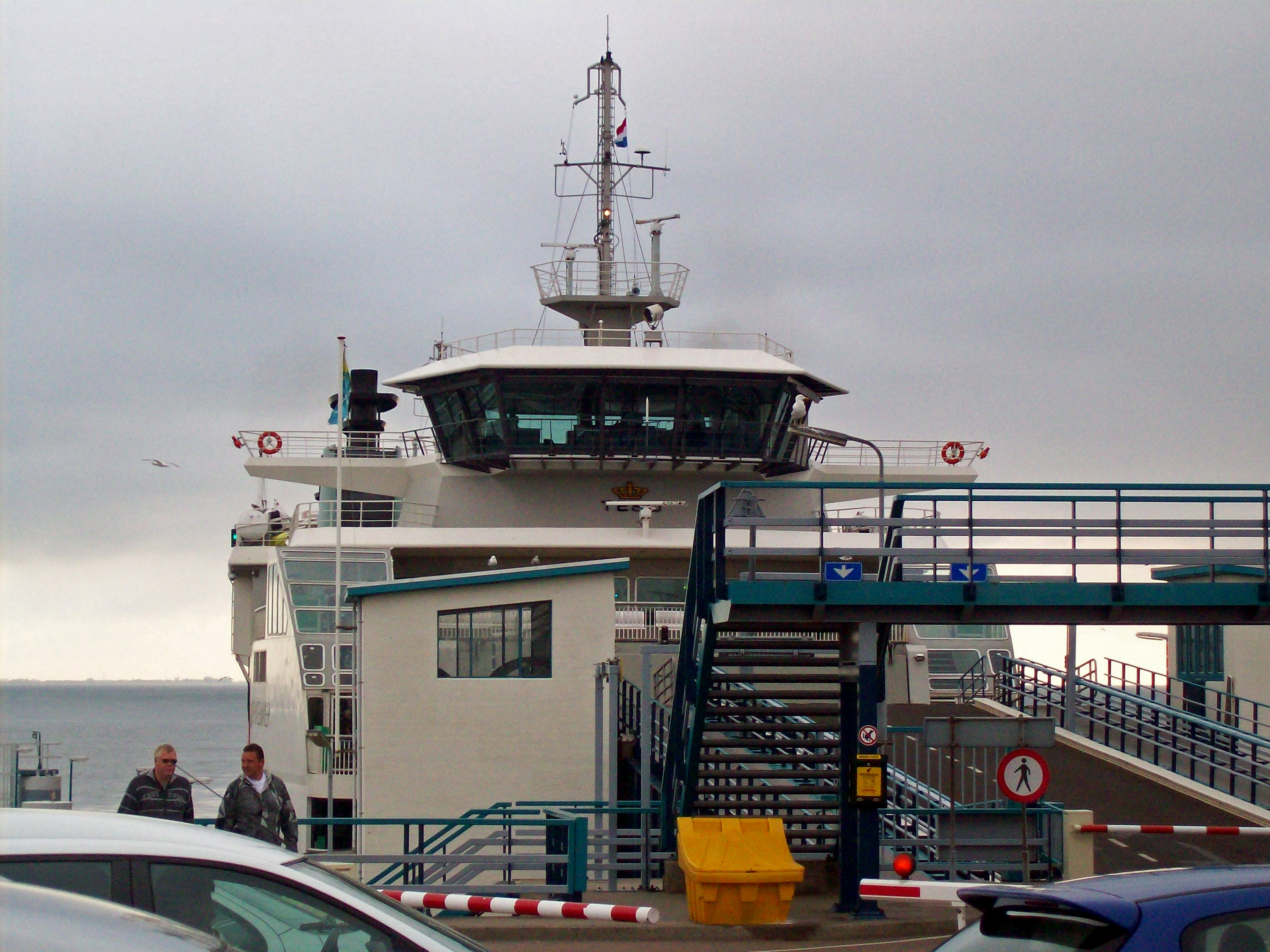
De Dokter Wagemaker aan de oprijbrug in Den Helder.